# Còrsega
Còrsega (en cors, Corsica; en francès, Corse) és una illa mediterrània de 8.748 km², situada en latituds —entre 41º i 43º de latitud nord— sensiblement idèntiques a les dels Pirineus i de la part mitjana dels Apenins. Té una superfície de 8.680 km² i una població de 351 000 (2022). Administrativament, pertany a l'estat francès, del qual forma una regió que comprèn dos departaments: Alta Còrsega i Còrsega del Sud. La capital històrica i cultural és Corte (o Corti), seu de l'antic parlament i de la universitat. La ciutat més gran i capital política és Ajaccio (o Aiacciu), seu de l'assemblea regional. La segona ciutat i capital econòmica és Bastia. Altres ciutats en són Calvi, Bonifacio (Bunifaziu) i Porto-Vecchio (Portu-Vecchjiu).

## Geografia física
Allargada en sentit nord-sud, es troba allunyada 160 km de la costa provençal (estat francès), a 82 km de la costa toscana (Itàlia) i a només 12 km al nord de Sardenya, la gran illa germana. Dins aquest veïnatge, cal remarcar també les illes i illots de l'arxipèlag toscà: Elba, Capraia, Gorgona, Pianosa, Montecristo i Giglio. El braç de mar entre Còrsega i Sardenya, l'estret de Bonifacio (les Boques de Bonifaziu), és poc profund; en canvi, el que la separa de l'arxipèlag toscà és més marcat (de 400 a 500 m de profunditat). Amb una orografia molt accidentada, el punt més alt de l'illa és el mont Cinto, amb 2.706 m.

### Geologia
Còrsega és una veritable muntanya dins la mar Mediterrània, i ofereix grans regions naturals que corresponen a diversos conjunts geològics:
- Còrsega cristal·lina
- Còrsega alpina
- Depressió central
- Plana oriental
- Còrsega calcària

### Rius
Còrsega té un gran nombre de rius. Naixen dels llacs i les muntanyes de l’interior i, sovint, formen ràpids i cascades.
- Golo
  - Calasima[2]
  - Asco (riu)[3]
  - Tartagine[4]
  - Casaluna[5]
- Tavignano[6]
  - Restonica[7]
  - Vecchio[8]
  - Manganello[9]
- Fium Orbo[10]
- Travo[11]
- Rizzanese[12]
- Taravo[13]
- Gravona[14]
- Prunelli[15]
- Liamone[16]
  - Grosso (riu)[17]
  - Cruzzini[18]
- Porto (riu)[19]
- Fango[20]

### Clima
Còrsega té un clima mediterrani, caracteritzat per hiverns temperats i estius calorosos, amb pocs dies de pluja distribuïts irregularment durant l'any. La temperatura mitjana a les costes és de 10,5 °C a l’hivern i de 15,5 °C durant la resta de l’any. La temperatura és més freda a les altituds més elevades.
| Dades climàtiques a Aiacciu (1991-2021)                                | Dades climàtiques a Aiacciu (1991-2021) | Dades climàtiques a Aiacciu (1991-2021) | Dades climàtiques a Aiacciu (1991-2021) | Dades climàtiques a Aiacciu (1991-2021) | Dades climàtiques a Aiacciu (1991-2021) | Dades climàtiques a Aiacciu (1991-2021) | Dades climàtiques a Aiacciu (1991-2021) | Dades climàtiques a Aiacciu (1991-2021) | Dades climàtiques a Aiacciu (1991-2021) | Dades climàtiques a Aiacciu (1991-2021) | Dades climàtiques a Aiacciu (1991-2021) | Dades climàtiques a Aiacciu (1991-2021) | Dades climàtiques a Aiacciu (1991-2021) |
| Mes                                                                    | gen                                     | febr                                    | març                                    | abr                                     | maig                                    | juny                                    | jul                                     | ag                                      | set                                     | oct                                     | nov                                     | des                                     | anual                                   |
| ---------------------------------------------------------------------- | --------------------------------------- | --------------------------------------- | --------------------------------------- | --------------------------------------- | --------------------------------------- | --------------------------------------- | --------------------------------------- | --------------------------------------- | --------------------------------------- | --------------------------------------- | --------------------------------------- | --------------------------------------- | --------------------------------------- |
| Màxima mitjana °C (°F)                                                 | 11.5 (52.7)                             | 11.5 (52.7)                             | 13.5 (56.3)                             | 16 (61)                                 | 19.4 (66.9)                             | 23.5 (74.3)                             | 26.1 (79)                               | 26.5 (79.7)                             | 23.3 (73.9)                             | 20.3 (68.5)                             | 15.9 (60.6)                             | 12.8 (55)                               | 18.36 (65.05)                           |
| Mitjana diària °C (°F)                                                 | 9.9 (49.8)                              | 9.6 (49.3)                              | 11.4 (52.5)                             | 13.7 (56.7)                             | 17.1 (62.8)                             | 21.2 (70.2)                             | 23.7 (74.7)                             | 24.1 (75.4)                             | 21.1 (70)                               | 18.2 (64.8)                             | 14.1 (57.4)                             | 11.2 (52.2)                             | 16.27 (61.32)                           |
| Mínima mitjana °C (°F)                                                 | 7.8 (46)                                | 7.3 (45.1)                              | 8.8 (47.8)                              | 11 (52)                                 | 14.3 (57.7)                             | 18.1 (64.6)                             | 20.7 (69.3)                             | 21.1 (70)                               | 18.4 (65.1)                             | 15.7 (60.3)                             | 12 (54)                                 | 9.1 (48.4)                              | 13.69 (56.69)                           |
| Precipitació mitjana mm (polzades)                                     | 93 (3.66)                               | 82 (3.23)                               | 77 (3.03)                               | 79 (3.11)                               | 56 (2.2)                                | 31 (1.22)                               | 14 (0.55)                               | 17 (0.67)                               | 52 (2.05)                               | 107 (4.21)                              | 146 (5.75)                              | 125 (4.92)                              | 879 (34.6)                              |
| Font: https://en.climate-data.org/europe/france/corsica/ajaccio-11353/ |                                         |                                         |                                         |                                         |                                         |                                         |                                         |                                         |                                         |                                         |                                         |                                         |                                         |

| Dades climàtiques a Corti (1991-2021)                                      | Dades climàtiques a Corti (1991-2021) | Dades climàtiques a Corti (1991-2021) | Dades climàtiques a Corti (1991-2021) | Dades climàtiques a Corti (1991-2021) | Dades climàtiques a Corti (1991-2021) | Dades climàtiques a Corti (1991-2021) | Dades climàtiques a Corti (1991-2021) | Dades climàtiques a Corti (1991-2021) | Dades climàtiques a Corti (1991-2021) | Dades climàtiques a Corti (1991-2021) | Dades climàtiques a Corti (1991-2021) | Dades climàtiques a Corti (1991-2021) | Dades climàtiques a Corti (1991-2021) |
| Mes                                                                        | gen                                   | febr                                  | març                                  | abr                                   | maig                                  | juny                                  | jul                                   | ag                                    | set                                   | oct                                   | nov                                   | des                                   | anual                                 |
| -------------------------------------------------------------------------- | ------------------------------------- | ------------------------------------- | ------------------------------------- | ------------------------------------- | ------------------------------------- | ------------------------------------- | ------------------------------------- | ------------------------------------- | ------------------------------------- | ------------------------------------- | ------------------------------------- | ------------------------------------- | ------------------------------------- |
| Màxima mitjana °C (°F)                                                     | 7.8 (46)                              | 8.3 (46.9)                            | 11.6 (52.9)                           | 14.9 (58.8)                           | 18.9 (66)                             | 23.7 (74.7)                           | 26.5 (79.7)                           | 26.6 (79.9)                           | 21.7 (71.1)                           | 17.8 (64)                             | 12.3 (54.1)                           | 8.7 (47.7)                            | 16.57 (61.82)                         |
| Mitjana diària °C (°F)                                                     | 3.9 (39)                              | 4.1 (39.4)                            | 7.1 (44.8)                            | 10.5 (50.9)                           | 14.6 (58.3)                           | 19.2 (66.6)                           | 21.8 (71.2)                           | 21.9 (71.4)                           | 17.4 (63.3)                           | 13.6 (56.5)                           | 8.5 (47.3)                            | 5 (41)                                | 12.3 (54.14)                          |
| Mínima mitjana °C (°F)                                                     | 0.5 (32.9)                            | 0.4 (32.7)                            | 2.9 (37.2)                            | 6 (43)                                | 10 (50)                               | 14.4 (57.9)                           | 17 (63)                               | 17.4 (63.3)                           | 13.6 (56.5)                           | 10 (50)                               | 5.3 (41.5)                            | 1.8 (35.2)                            | 8.27 (46.93)                          |
| Precipitació mitjana mm (polzades)                                         | 70 (2.76)                             | 68 (2.68)                             | 84 (3.31)                             | 97 (3.82)                             | 90 (3.54)                             | 69 (2.72)                             | 56 (2.2)                              | 55 (2.17)                             | 81 (3.19)                             | 110 (4.33)                            | 120 (4.72)                            | 95 (3.74)                             | 995 (39.18)                           |
| Font: https:https://en.climate-data.org/europe/france/corsica/corte-11352/ |                                       |                                       |                                       |                                       |                                       |                                       |                                       |                                       |                                       |                                       |                                       |                                       |                                       |

| Dades climàtiques a Bastia (1991-2021)                                | Dades climàtiques a Bastia (1991-2021) | Dades climàtiques a Bastia (1991-2021) | Dades climàtiques a Bastia (1991-2021) | Dades climàtiques a Bastia (1991-2021) | Dades climàtiques a Bastia (1991-2021) | Dades climàtiques a Bastia (1991-2021) | Dades climàtiques a Bastia (1991-2021) | Dades climàtiques a Bastia (1991-2021) | Dades climàtiques a Bastia (1991-2021) | Dades climàtiques a Bastia (1991-2021) | Dades climàtiques a Bastia (1991-2021) | Dades climàtiques a Bastia (1991-2021) | Dades climàtiques a Bastia (1991-2021) |
| Mes                                                                   | gen                                    | febr                                   | març                                   | abr                                    | maig                                   | juny                                   | jul                                    | ag                                     | set                                    | oct                                    | nov                                    | des                                    | anual                                  |
| --------------------------------------------------------------------- | -------------------------------------- | -------------------------------------- | -------------------------------------- | -------------------------------------- | -------------------------------------- | -------------------------------------- | -------------------------------------- | -------------------------------------- | -------------------------------------- | -------------------------------------- | -------------------------------------- | -------------------------------------- | -------------------------------------- |
| Màxima mitjana °C (°F)                                                | 10.8 (51.4)                            | 10.8 (51.4)                            | 12.8 (55)                              | 15.3 (59.5)                            | 18.8 (65.8)                            | 23 (73)                                | 25.7 (78.3)                            | 26 (79)                                | 22.6 (72.7)                            | 19.2 (66.6)                            | 14.9 (58.8)                            | 12 (54)                                | 17.66 (63.79)                          |
| Mitjana diària °C (°F)                                                | 8.9 (48)                               | 8.7 (47.7)                             | 10.7 (51.3)                            | 13.1 (55.6)                            | 16.6 (61.9)                            | 20.8 (69.4)                            | 23.4 (74.1)                            | 23.7 (74.7)                            | 20.5 (68.9)                            | 17.2 (63)                              | 13.2 (55.8)                            | 10.2 (50.4)                            | 15.58 (60.07)                          |
| Mínima mitjana °C (°F)                                                | 6.6 (43.9)                             | 6.2 (43.2)                             | 8.1 (46.6)                             | 10.4 (50.7)                            | 13.8 (56.8)                            | 17.7 (63.9)                            | 20.5 (68.9)                            | 20.9 (69.6)                            | 18 (64)                                | 15 (59)                                | 11.1 (52)                              | 8.1 (46.6)                             | 13.03 (55.43)                          |
| Precipitació mitjana mm (polzades)                                    | 62 (2.44)                              | 55 (2.17)                              | 58 (2.28)                              | 52 (2.05)                              | 38 (1.5)                               | 25 (0.98)                              | 10 (0.39)                              | 12 (0.47)                              | 47 (1.85)                              | 85 (3.35)                              | 105 (4.13)                             | 78 (3.07)                              | 627 (24.68)                            |
| Font: https://en.climate-data.org/europe/france/corsica/bastia-10599/ |                                        |                                        |                                        |                                        |                                        |                                        |                                        |                                        |                                        |                                        |                                        |                                        |                                        |

## Història
Els escriptors clàssics parlen dels corsos com un poble pobre amant de la justícia. Els esclaus eren dòcils i s'adaptaven a la vida civilitzada. Sèneca, que va estar exiliat vuit anys a l'illa (41 aC a 33 aC), parla molt malament dels nadius i de l'illa en general. Altres escriptors ressalten la longevitat dels corsos. Modernament, s'organitzen en clans familiars.
Tot seguit, alguns dels fets cabdals de Còrsega amb relació a Catalunya són els següents:
- El 1297 el papa Bonifaci VIII concedí Còrsega a Jaume el Just d'Aragó. La seva bandera és un cap de sarraí, ja que segons la llegenda un sarraí va salvar la vida al rei Jaume II.
- L'any 1353 Pere el Cerimoniós garantí una autonomia legislativa al Regne de Sardenya i Còrsega, amb la delegació dels poders reials a un virrei.
- El 23 de juliol del 1409 el rei Martí I de Catalunya-Aragó nomenà regent de Còrsega el jurista català Hug Bonapart.[23]
- El 1448 el papa Nicolau V va cedir els drets sobre Còrsega als genovesos i declarà caducats els drets catalans.

## Administració
El dia 1 de gener del 1976, va entrar en vigor la divisió de Còrsega en dos departaments, en aplicació d'una llei de 1975: Còrsega del Sud (2A) i Alta Còrsega (2B).
La Col·lectivitat Territorial de Còrsega (CTC), estatut particular instituït en virtut de la llei de 13 de maig de 1991, confereix més poder a l'illa que no pas l'antic estatus de regió.
Còrsega està dotada, doncs, d'una organització institucional única a la França europea, però comparable a la que tenen la majoria d'altres regions europees descentralitzades. L'especificitat de Còrsega dins de la República Francesa ha estat reconeguda pel poder central de l'estat i s'ha traduït en diverses reformes estatutàries (1982, 1991, 2002).
La Col·lectivitat Territorial de Còrsega comprèn tres òrgans:
- El Consell executiu de Còrsega
- L'Assemblea de Còrsega
- El Consell Econòmic i Social de Còrsega (CESC).

### El Consell executiu
El Consell executiu de Còrsega és l'òrgan executiu de la Col·lectivitat. Està format per 9 membres, escollits per l'Assemblea entre els seus membres, que ocupen el càrrec durant sis anys.
És un òrgan que a Còrsega té una particularitat: a les altres regions de França, és el president del Consell regional qui exerceix la presidència tant del consell executiu com de l'assemblea, però a Còrsega les dues funcions estan separades.

## Economia

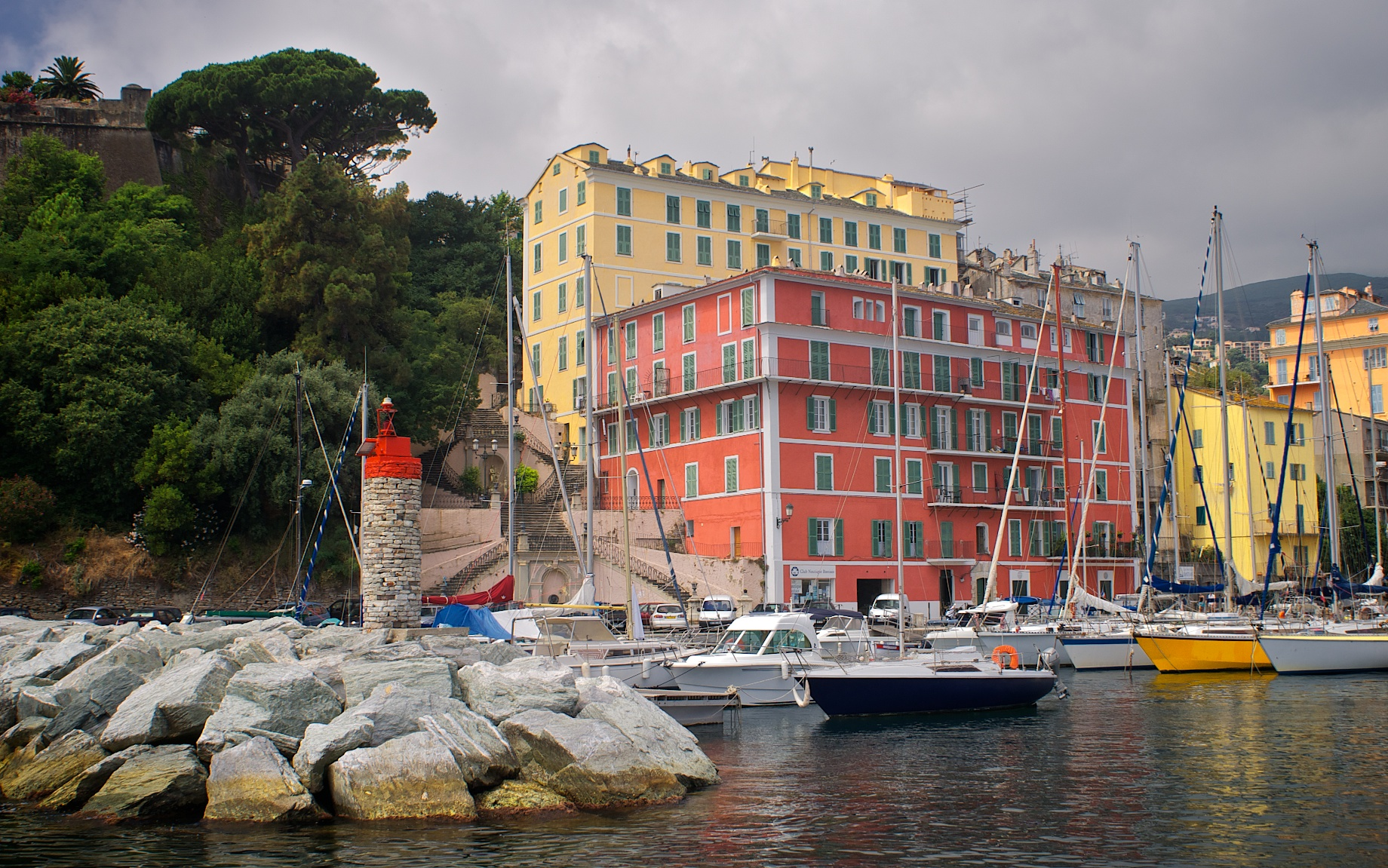
Port de Bastia

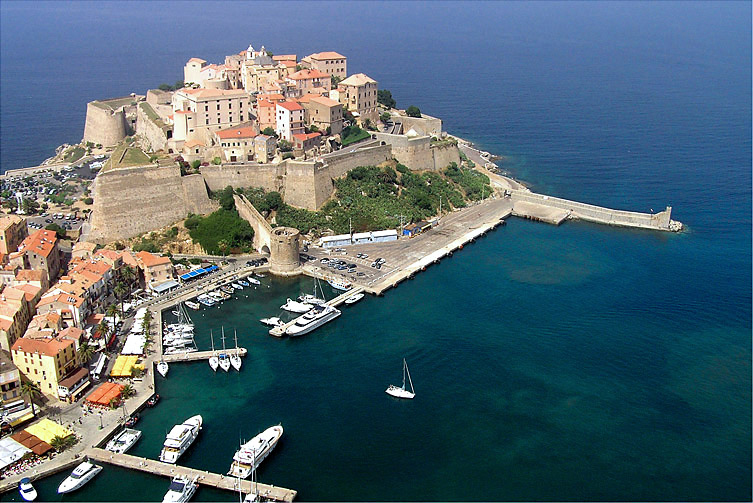
Ciutadella de Calvi

El turisme exerceix un paper essencial en l'economia de Còrsega. El clima agradable de l'illa, el paisatge i les línies de costa en fan una destinació popular entre els francesos i altres europeus occidentals. No obstant això, l'illa no ha tingut el mateix nivell de desenvolupament turístic que altres parts del Mediterrani. El turisme es concentra especialment en l'àrea del voltant de Porto Vecchio i Bonifacio, en el sud de l'illa; i de Calvi, en el nord-oest.

## Llengua
El francès és l'únic idioma oficial de l'illa, encara que s'hi reconeix el cors com a idioma regional històric. El cors és una llengua romànica i connecta amb el grup de dialectes toscans, tot i que el seu estatus de llengua com a tal és relativament recent —reivindicació que data dels anys vuitanta del segle XX— i no va entrar en la definició general admesa de llengua romanç, a causa de la seva gran semblança amb el toscà i unes altres de les seues variants. Així, és molt semblant a l'italià; i la majoria de lingüistes el consideren una variant del dialecte toscà. Ara bé, el cors actual és una mena de koiné entre aquest parlar toscà i el parlar sard que s'hi parla al sud, i que continua a Sardenya.
Té uns 225.000 parlants (1990), que sovint l'usen només oralment, i es reserven l'italià o el francès per a l'expressió escrita. El cors és, tot i així, vehicle de la cultura corsa: música, els seus proverbis, les seues expressions, etc. El seu ús i la seva recuperació són fruit de les reivindicacions en relació amb la seua protecció i el seu ensenyament. En aquest sentit, s'estan realitzant molts esforços per a promoure la llengua corsa entre la joventut (classes bilingües, i s'ensenya en la majoria de les escoles primàries com a matèria opcional).

## Gastronomia
La gastronomia corsa és mediterrània i de muntanya. Els principals productes deriven de la castanya, els cítrics, la xarcuteria de porc i la llet i formatge d'ovella. Els productes que tenen una denominació protegida són:
- El vi de Còrsega, amb nou denominacions d'origen.[25]
- La mel corsa (mele di Corsica), amb sis varietats diferents.[26]
- El brocciu, formatge de llet de cabra i d'ovella.[27][28]
- L'oli d'oliva (oliu di Corsica), amb dues denominacions: verge i extra verge.[29]

Altres productes tradicionals són:
- De xarcuteria: figatellu (salsitxa de fetge),[30] prisuttu (pernil sec),[31] coppa, lonzu, panzetta.
- El civet de senglar.
- De formatges: bastilicacciu,[32] calinzanu,[33] niolincu,[34] venachese[35] i sartinesu.[36]
- De pastisseria: la pulenda (farina de castanya), els nicci (creps a base de farina de castanya) i els canistrelli (galetes de llimona, anís i castanya).
- De begudes: cervesa amb aroma de castanya i licors de sidra, de castanya, de cirera d'arboç...

## Esports
Un dels esdeveniments esportius que es disputen a Còrsega és el Ral·li de Còrsega, prova que s'organitza des de 1956 i que ha estat puntuable per al Campionat Mundial de Ral·li des de 1973 fins a 2008. En 2011 es va incorporar a l'Intercontinental Rally Challenge;i en 2013, al Campionat d'Europa de Ral·li.
Els dos equips de futbol professionals més populars de Còrsega són l'AC Ajaccio i el SC Bastia, que han jugat en la primera divisió professional francesa en diferents períodes des de la dècada de 1960.